# Station Rai - Aube
Station Rai - Aube is een voormalig spoorwegstation in de Franse gemeente Rai op de grens met de gemeente Aube. Het gebouw werd verkocht.